# Гучок Анастасія Анатоліївна
Анастасія Гучок (біл. Анастасія Гучок; нар. 17 січня 1992, Мінськ) — білоруська борчиня вільного стилю, бронзова призерка чемпіонату світу , чемпіонка Європи. Майстер спорту Білорусі міжнародного класу.

### Життєпис
Боротьбою займається з 2004 року. До того з 9 років займалася дзюдо. Перший тренер Олександр Мотуз передав дівчину в училище олімпійського резерву тренеру Лазарю Лейкіну. З 2011 року зі спортсменкою працює Леонід Алешкевич. Була чемпіонкою світу 2012 року серед юніорів. Бронзова призерка цього ж турніру 2011 року. Срібна (2011) та бронзова (2010) призерка чемпіонатів Європи серед юніорів. Чемпіонка світу серед військовослужбовців 2017 року.

## Спортивні результати на міжнародних змаганнях

### Виступи на Чемпіонатах світу
| Змагання                        | Збірна   | Вагова категорія          | Місце  |
| ------------------------------- | -------- | ------------------------- | ------ |
| Чемпіонат світу з боротьби 2010 | Білорусь | жіноча боротьба, до 63 кг | 22     |
| Чемпіонат світу з боротьби 2012 | Білорусь | жіноча боротьба, до 63 кг | 15     |
| Чемпіонат світу з боротьби 2014 | Білорусь | жіноча боротьба, до 58 кг | Бронза |
| Чемпіонат світу з боротьби 2015 | Білорусь | жіноча боротьба, до 58 кг | 25     |
| Чемпіонат світу з боротьби 2017 | Білорусь | жіноча боротьба, до 60 кг | 12     |

### Виступи на Чемпіонатах Європи
| Змагання                         | Збірна   | Вагова категорія          | Місце  |
| -------------------------------- | -------- | ------------------------- | ------ |
| Чемпіонат Європи з боротьби 2012 | Білорусь | жіноча боротьба, до 63 кг | 13     |
| Чемпіонат Європи з боротьби 2013 | Білорусь | жіноча боротьба, до 59 кг | Золото |
| Чемпіонат Європи з боротьби 2014 | Білорусь | жіноча боротьба, до 58 кг | 5      |
| Чемпіонат Європи з боротьби 2016 | Білорусь | жіноча боротьба, до 60 кг | 8      |

### Виступи на Європейських іграх
| Змагання              | Збірна   | Вагова категорія          | Місце |
| --------------------- | -------- | ------------------------- | ----- |
| Європейські ігри 2015 | Білорусь | жіноча боротьба, до 58 кг | 5     |

### Виступи на інших змаганнях
| Змагання                                                       | Збірна   | Вагова категорія          | Місце  |
| -------------------------------------------------------------- | -------- | ------------------------- | ------ |
| Турнір Олександра Медведя 2011                                 | Білорусь | жіноча боротьба, до 63 кг | 5      |
| Турнір Дана Колова — Николи Петрова 2012                       | Білорусь | жіноча боротьба, до 63 кг | 11     |
| Київський Міжнародний турнір з боротьби 2012                   | Білорусь | жіноча боротьба, до 63 кг | 12     |
| Олімпійський кваліфікаційний турнір з боротьби 2012 (Тайюань)  | Білорусь | жіноча боротьба, до 63 кг | 15     |
| Гран-прі Німеччини з боротьби 2012                             | Білорусь | жіноча боротьба, до 63 кг | Бронза |
| Відкритий чемпіонат Польщі з боротьби 2012                     | Білорусь | жіноча боротьба, до 63 кг | Срібло |
| Турнір Олександра Медведя 2012                                 | Білорусь | жіноча боротьба, до 63 кг | 5      |
| Київський Міжнародний турнір з боротьби 2013                   | Білорусь | жіноча боротьба, до 63 кг | 7      |
| Турнір Олександра Медведя 2013                                 | Білорусь | жіноча боротьба, до 63 кг | Бронза |
| Гран-прі Німеччини з боротьби 2013                             | Білорусь | жіноча боротьба, до 63 кг | Срібло |
| Гран-прі Іспанії з боротьби 2013                               | Білорусь | жіноча боротьба, до 59 кг | Срібло |
| Меморіал Вацлава Циолковського 2013                            | Білорусь | жіноча боротьба, до 63 кг | 11     |
| Гран-прі «Іван Яригін» 2014                                    | Білорусь | жіноча боротьба, до 60 кг | Бронза |
| Турнір Олександра Медведя 2014                                 | Білорусь | жіноча боротьба, до 60 кг | Золото |
| Гран-прі Німеччини з боротьби 2014                             | Білорусь | жіноча боротьба, до 60 кг | Срібло |
| Гран-прі Іспанії з боротьби 2014                               | Білорусь | жіноча боротьба, до 60 кг | Бронза |
| Золотий Гран-прі з боротьби 2014 (Баку)                        | Білорусь | жіноча боротьба, до 60 кг | 5      |
| Гран-прі «Іван Яригін» 2015                                    | Білорусь | жіноча боротьба, до 60 кг | Золото |
| Klippan Lady Open 2015                                         | Білорусь | жіноча боротьба, до 60 кг | Бронза |
| Відкритий кубок Монголії з боротьби 2015                       | Білорусь | жіноча боротьба, до 60 кг | 5      |
| Гран-прі Німеччини з боротьби 2015                             | Білорусь | жіноча боротьба, до 60 кг | Золото |
| Відкритий чемпіонат Польщі з боротьби 2015                     | Білорусь | жіноча боротьба, до 60 кг | Золото |
| Гран-прі Парижа з боротьби 2016                                | Білорусь | жіноча боротьба, до 58 кг | 8      |
| Klippan Lady Open 2016                                         | Білорусь | жіноча боротьба, до 60 кг | Срібло |
| Олімпійський кваліфікаційний турнір з боротьби 2016 (Зренянин) | Білорусь | жіноча боротьба, до 58 кг | 9      |
| Олімпійський кваліфікаційний турнір з боротьби 2016 (Стамбул)  | Білорусь | жіноча боротьба, до 58 кг | 7      |
| Відкритий чемпіонат Польщі з боротьби 2017                     | Білорусь | жіноча боротьба, до 60 кг | 10     |
| Чемпіонат світу з боротьби серед військовослужбовців 2017      | Білорусь | жіноча боротьба, до 60 кг | Срібло |

### Виступи на змаганнях молодших вікових груп
| Змагання                                       | Збірна   | Вагова категорія          | Місце  |
| ---------------------------------------------- | -------- | ------------------------- | ------ |
| Чемпіонат Європи з боротьби серед кадетів 2009 | Білорусь | жіноча боротьба, до 56 кг | 8      |
| Чемпіонат Європи з боротьби серед юніорів 2010 | Білорусь | жіноча боротьба, до 63 кг | Бронза |
| Чемпіонат світу з боротьби серед юніорів 2010  | Білорусь | жіноча боротьба, до 63 кг | 10     |
| Чемпіонат Європи з боротьби серед юніорів 2011 | Білорусь | жіноча боротьба, до 63 кг | Срібло |
| Чемпіонат світу з боротьби серед юніорів 2011  | Білорусь | жіноча боротьба, до 63 кг | Бронза |
| Чемпіонат світу з боротьби серед юніорів 2012  | Білорусь | жіноча боротьба, до 63 кг | Золото |